# Magen-Abraham-Synagoge

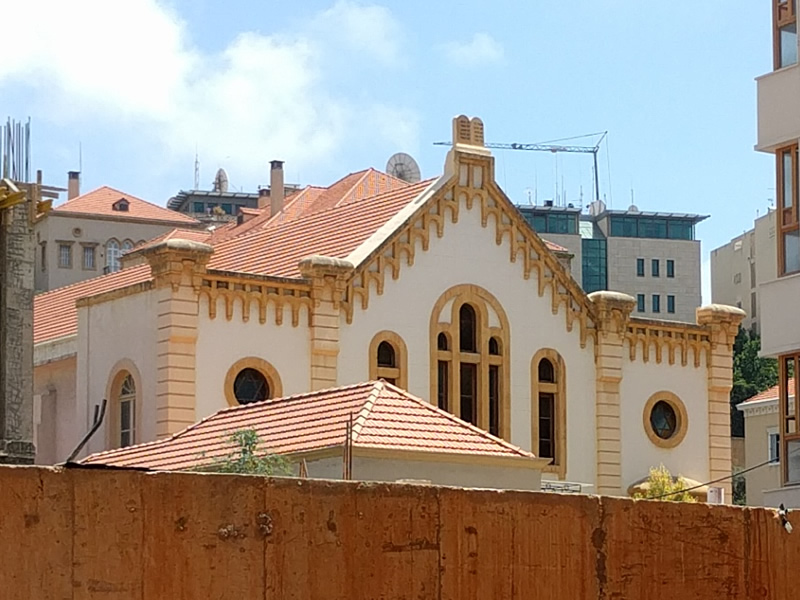
Magen Abraham-Synagoge nach der Restaurierung

Die Magen Abraham-Synagoge (arabisch كنيس ماغين أبراهام, DMG Kanīs Māġīn Abrāhām; hebräisch בית הכנסת מגן אברהם Beth HaKenesset Magen Abraham), 1925–1926 erbaut, ist die älteste noch existierende Synagoge in der libanesischen Hauptstadt Beirut. Das Gotteshaus liegt im vormaligen jüdischen Viertel Wadi al-Yahoud, welches heute Wadi Abu Dschamil (Wadi Abu Jamil) heißt.

## Geschichte
1926 ließ die wohlhabende Familie Sassoon in Bombay (Mumbai) die sephardische Synagoge errichten, um dem Familienpatriarchen Abraham Eliahu Sasson aus Kolkata zu gedenken, der im März 1898 in Beirut gestorben war. Die Einweihung stand unter der Schirmherrschaft seines Sohnes Moise Abraham Sasson. Die jüdische Bevölkerung verließ den Libanon größtenteils in zwei Wellen; nach Ende des Zweiten Weltkriegs und nach dem israelisch-arabischen Krieg von 1967, dennoch bestand die jüdische Gemeinde danach weiter.
Der Distrikt wurde während des libanesischen Bürgerkrieges aufgegeben, als die PLO unter Jassir Arafat das Viertel attackierte. 1976 wurden die Torarollen der Synagoge vom Oberhaupt der libanesischen Juden, Josef Farhi, nach Genf in Sicherheit gebracht und dem Bankier Edmond Safra anvertraut, der sie in seinen Bankkoffern verstaute; die meisten befinden sich seitdem in israelischen Synagogen. Nachdem die PLO die Kontrolle über den Stadtteil erlangt hatte, blieben noch zehn jüdische Familien im Stadtteil übrig, die hier beteten. Die PLO setzte Wachen zu ihrem Schutz ein.
Im Libanonkrieg 1982 wurde die Magen-Abraham-Synagoge durch israelische Panzergranaten beschädigt, sodass Trümmer und Schutt über dem Boden verstreut waren. Die Juden flüchteten nach Ost-Beirut und nach Junie. Dabei wurde das Dach von zwei Granateneinschlägen zerstört und es gingen eine Marmortablette mit den Zehn Geboten und ein Marmor-Davidstern in die Brüche. Jacob Eskenazi, ein Mitglied der Gemeinde, sagte dem Journalisten Robert Fisk, ein israelisches Militärschiff habe die Synagoge und umliegende Gebäude beschossen. Zeitweise wohnten muslimische und christliche Binnenvertriebene auf dem Gelände der Synagoge. Im Mai 2009 wurde mit der Renovierung begonnen und die Arbeiten 2010 beendet. Künstler brachten dabei zahlreiche Verschönerungen im Gebetsraum an. Dies wurde als Zeichen der Toleranz und der Versöhnung verstanden.